# Luttaz
Luttaz, Lutaz o Gliutaz (in croato: Ljutac) è un isolotto disabitato della Croazia situato nel mare Adriatico, vicino alla costa dalmata settentrionale, a est di Morter. Appartiene all'arcipelago di Sebenico. Amministrativamente, assieme alle isolette circostanti, fa parte del comune Stretto, nella regione di Sebenico e Tenin.

## Geografia
L'isolotto è situato nella parte sud-orientale del canale di Morter (Murterski kanal), tra la parte sud-est dell'isola di Morter e la costa dalmata. Si trova a sud-est del porto di Stretto (luka Tijesno) e a nord-est di val Gessera (uvala Jezera), chiamato anche porto Gesserà. Dista circa 400 m da punta Brošćica (rt Brošćica ) che si trova tra i villaggi di Stretto e Gessera (Jezera). L'isolotto ha una lunghezza di 510 m circa, una superficie di 0,09 km², uno sviluppo costiero di 1,25 km e un'altezza di 45 m

### Isole adiacenti

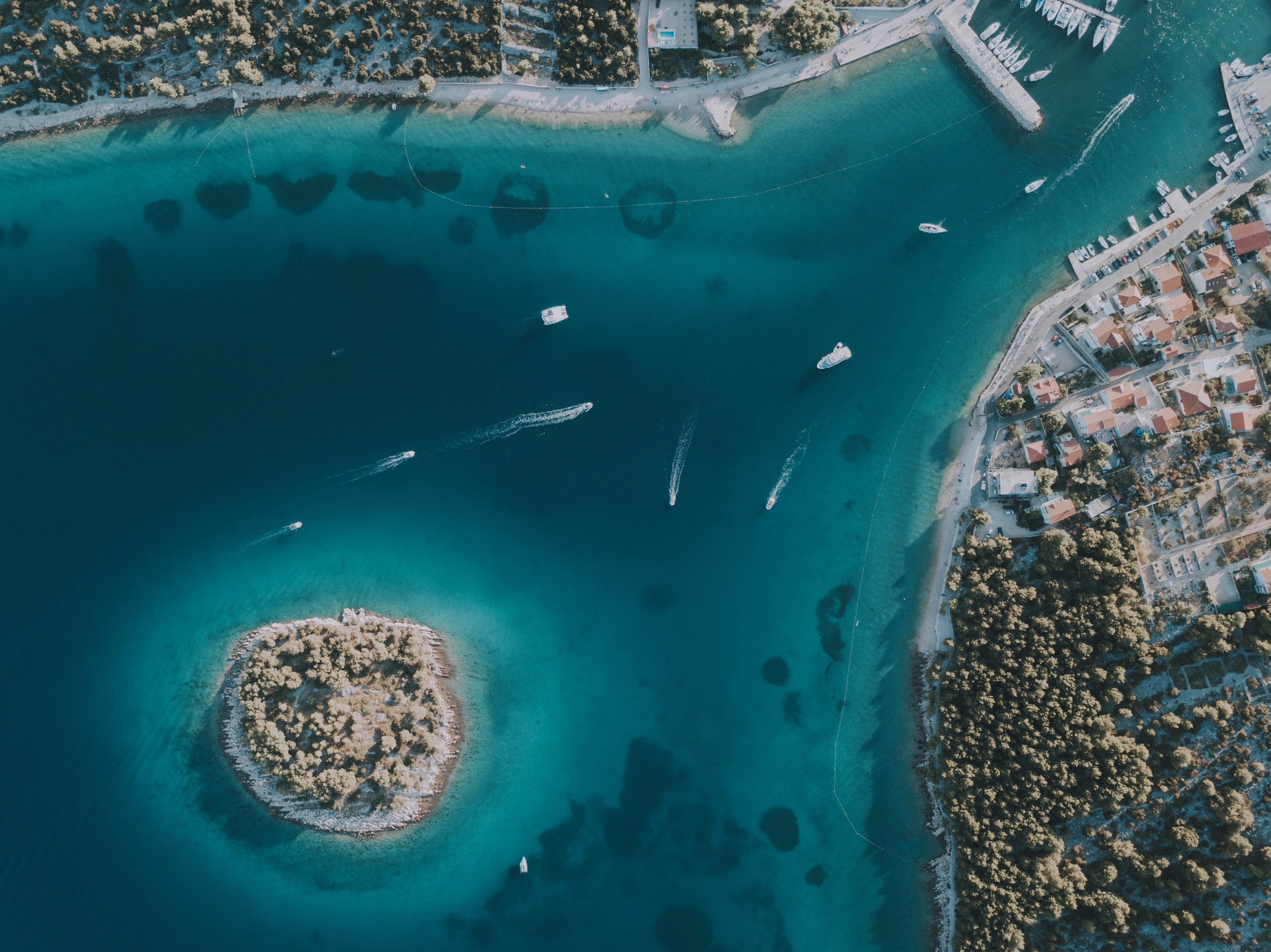
Val Gessera e l'isolotto Scoglio.

- Boronigo (Borovnik), isolotto 200 m[2] a sud-est di Luttaz.
- Isolotto Scoglio[4] o Scoglich[7] (Školjić), di forma rotonda, con un diametro di circa 120 m[2] e un'area di 0,011 km²[9]; si trova all'ingresso di val Gessera, 560 m[2] a sud-ovest di Luttaz 43°47′02″N 15°39′11″E.

### Cartografia
- (HR) Mappa topografica della Croazia 1:25000, su preglednik.arkod.hr. URL consultato il 10 settembre 2017.
- G. Giani, Carta prospettiva delle Comuni censuarie della Dalmazia, foglio 6, 1839. Fondo Miscellanea cartografica catastale, Archivio di Stato di Trieste.